# 眾香詞
《眾香詞》為中國明末清初的女性詞選，刊刻於清康熙年間，除兩位編者徐樹敏及錢岳外，尚有九十多位名士參與採集詞作、審閱、編選等工作，形成龐大的編輯集團。《眾香詞》共六集，以儒家六藝禮樂射御書數命名，以倫理身份分卷編次女詞人。集中選有明末清初女詞人共382人，其身份多元，包括顯宦妻女、士族女性、歌妓、婢妾、尼冠、宮女等，詞作總數共1493首，為現今可見明末清初女性詞壇最全面的反映。